# El monte de las brujas
El monte de las brujas és una pel·lícula de terror espanyola de 1972 dirigida i coescrita per Raúl Artigot. Fou protagonitzada per Patty Shepard, Cihangir Gaffari, Guillermo Bredeston, Mònica Randall i Soledad Silveyra. La pel·lícula no va poder ser exhibida als cinemes d'Espanya a causa de la censura, per la qual cosa va veure la seva estrena als Estats Units.

## Sinopsi
Una parella de periodistes s'endinsa en els boscos del nord d'Espanya, pràcticament deshabitats i inhòspits. Els escassos vilatans són personatges estranys i supersticiosos. El que inicialment era una simple reportatge fotogràfic, acaba convertint-se en una experiència sobrenatural on les bruixes són les protagonistes.

## Repartiment
- Patty Shepard - Delia
- Cihangir Gaffari - Mario
- Mònica Randall - Carla
- Guillermo Bredeston
- Soledad Silveyra
- Víctor Israel - Masover

## Recepció
Fou exhibida al VI Festival Internacional de Cinema Fantàstic i de Terror de Sitges de 1973, on va rebre una menció especial.